# Husiná
Husiná (in ungherese: Guszona, in tedesco: Goßdorf o Goßendorf) è un comune della Slovacchia facente parte del distretto di Rimavská Sobota, nella regione di Banská Bystrica.
Il villaggio è citato per la prima volta nel 1332 come importante sede parrocchiale con il nome di Guibna. Nel 1341 con il nome di Guzna risulta essere un feudo dei conti Ratold e tale rimarrà fino al 1435 quando passerà ai Perényi e poi alla città di Fiľakovo. Dal 1938 al 1944 fece parte dell'Ungheria.